# Polskie okręty (seria monet)
Seria Polskie okręty obejmuje 8 obiegowych, okolicznościowych monet dwuzłotowych ze stopu nordic gold. Narodowy Bank Polski zainaugurował tę serię 26 kwietnia 2012 roku monetą Niszczyciel „Błyskawica”. Ostatnią monetą serii była Fregata rakietowa „Gen. K. Pułaski” wyemitowana 12 sierpnia 2013 roku. Celem serii było przedstawienie najbardziej znanych i zasłużonych polskich okrętów.

## Lista monet seriiPolskie okręty
Awers monet ze stopu CuAl5Zn5Sn1 (nordic gold) jest stały i przedstawia orła, rok wprowadzenia do obiegu, nominał (2 złote) oraz napis Rzeczpospolita Polska. Na rewersie widnieje stylizowany wizerunek jednego z okrętów służących pod polską banderą.
| Moneta                              | Nominał | Stop        | Średnica | Masa   | Data emisji          | Nakład  | Wizerunek monety |
| ----------------------------------- | ------- | ----------- | -------- | ------ | -------------------- | ------- | ---------------- |
| Niszczyciel „Błyskawica”            | 2 złote | CuAl5Zn5Sn1 | 27,00 mm | 8,15 g | 26 kwietnia 2012     | 800 000 | rewers           |
| Okręt podwodny „Orzeł”              | 2 złote | CuAl5Zn5Sn1 | 27,00 mm | 8,15 g | 14 sierpnia 2012     | 800 000 | rewers           |
| Lekki krążownik „Dragon”            | 2 złote | CuAl5Zn5Sn1 | 27,00 mm | 8,15 g | 18 października 2012 | 800 000 | rewers           |
| Niszczyciel „Piorun”                | 2 złote | CuAl5Zn5Sn1 | 27,00 mm | 8,15 g | 12 grudnia 2012      | 800 000 | rewers           |
| Kuter rakietowy „Gdynia”            | 2 złote | CuAl5Zn5Sn1 | 27,00 mm | 8,15 g | 13 marca 2013        | 800 000 | rewers           |
| Niszczyciel rakietowy „Warszawa”    | 2 złote | CuAl5Zn5Sn1 | 27,00 mm | 8,15 g | 26 kwietnia 2013     | 800 000 | rewers           |
| Okręt transportowo-minowy „Lublin”  | 2 złote | CuAl5Zn5Sn1 | 27,00 mm | 8,15 g | 19 czerwca 2013      | 800 000 | rewers           |
| Fregata rakietowa „Gen. K. Pułaski” | 2 złote | CuAl5Zn5Sn1 | 27,00 mm | 8,15 g | 12 sierpnia 2013     | 800 000 | rewers           |